# Municipio de East Mead
El municipio de East Mead (en inglés: East Mead Township) es un municipio ubicado en el condado de Crawford en el estado estadounidense de Pensilvania. En el año 2000 tenía una población de 1.485 habitantes y una densidad poblacional de 25 personas por km².

## Geografía
El municipio de East Mead se encuentra ubicado en las coordenadas 41°38′00″N 80°02′59″O / 41.63333, -80.04972.

## Demografía
Según la Oficina del Censo en 2000 los ingresos medios por hogar en la localidad eran de $38,839 y los ingresos medios por familia eran de $43,438. Los hombres tenían unos ingresos medios de $31,293 frente a los $21,573 para las mujeres. La renta per cápita de la localidad era de $18,138. Alrededor del 8,1% de la población estaba por debajo del umbral de pobreza.